# スーパーバンド
スーパーバンドは、2000年5月に高知県高知市で結成された女性アコースティックデュオ。略称は「スパバン」。2006年9月メジャーデビュー。

## メンバー
- ドラ（本名:福岡佐智子）
ボーカル、ギター、ブルースハープ、タンバリン担当。1979年12月22日（45歳）生まれ、高知県室戸市出身。
- ゴッチ（本名:沖裕子）
ボーカル、ギター、ハーモニカ、タンバリン担当。1978年3月7日（47歳）生まれ、高知県高知市出身。

## 来歴
殆どの楽曲が共作（「ドラ＆ゴッチ」名義）である。また、レコーディングではスタジオミュージシャンを多用しているが、ライブでは2人だけで演奏を行っている。
福岡と五藤を含む女性3人組のグループ「グッピッ」を前身とするが、メンバーの一人が交通事故で亡くなったため解散。しかし、歌への思いやみ難く、「スーパーバンド」として福岡と五藤で2000年5月に再結成した経緯がある。福岡と五藤は共に高知スーパーマーケット（2006年10月15日に自主廃業）バルザ店でアルバイトしていたことから知り合った。即ちバンド名の「スーパー」は、スーパーマーケットから来ている（2007年のアルバム『バルーザルーザ』は、バルザ店に因む）。
スーパーバンドはストリートミュージシャンとして、高知市内での路上ライヴを中心に活動を始めた。2003年12月、高知県の通信企業「くろしお通信サービス」のCMで、CMソングを手掛けると共に出演もしたことから県内で衆目を集めるようになる。2004年3月にリリースしたミニアルバム『明日吹く風』は、前述CMソングのリメイク版「明日吹く風」も収めており、インディーズとしては異例のセールスを記録した。このことで高知県から四国へと知名度が上がり、四国各県でのCMソング採用も増加した。2005年9月リリースのマキシシングル「赤い橋」は全国デビューへの第一歩となり、2006年9月には阪神タイガースの安藤優也のテーマソング「元気だしていこうぜ!!」が収録されたミニアルバム『元気だしていこうぜ!!』でメジャーデビューを果たした。また、2006年6月にマキシシングル「笑顔のゆくえ」をリリースし、現在に至るまで、高知県出身で阪神タイガースの藤川球児らと共に骨髄バンク支援のイベントに参加するなど応援活動を継続している。
2007年には「思いッキリ!」がTBS系ドラマ「キッパリ!」の主題歌に起用、「もっと☆きっと☆ずっと」（マキシシングル「思いッキリ!」などに収録）がVリーグのテーマソングに起用される。
2008年9月から11月には、各都道府県の商店街で路上ライヴを行う「47都道府県路上ツアー」を行った。9月7日に地元である高知市からスタートし、46都道府県庁所在地を回ったのち、11月23日には再び高知市へ戻って幕となった。
また、同年11月には日本テレビ系『誰も知らない泣ける歌』に骨髄バンク支援ソング「笑顔のゆくえ」が取りあげられ、さらに2009年5月の同番組最終回にも出演した。さらに2008年12月、同じく日本テレビ系『行列のできる法律相談所』で間寛平のアースマラソン送り出しのコーナーで「笑顔のゆくえ」が起用された。
現在も高知県を中心に人気を誇っており、サニーマートのCMソング等を歌っている。

## 出演
- 公園どおりのウィークエンド（RKC）準レギュラー、終了
- 誰も知らない泣ける歌（日本テレビ）不定期出演、終了
- テレっちのたまご（テレビ高知）金曜日のみ

## ディスコグラフィ

### シングル
|     | リリース      | タイトル     | 規格 | 規格品番 |
| --- | ------------- | ------------ | ---- | -------- |
| 1st | 2004年10月1日 | ありがとう。 | CD   | DF-0002  |
| 2nd | 2005年9月29日 | 赤い橋       | CD   | JEN005   |
| 3rd | 2006年6月14日 | 笑顔のゆくえ | CD   | JEN3001  |
| 4th | 2007年2月21日 | 思いッキリ!  | CD   |          |

### ミニアルバム
|            | リリース      | タイトル             | 規格 | 規格品番   |
| ---------- | ------------- | -------------------- | ---- | ---------- |
| 自主制作盤 | 不明          | 樹里                 | CD   | 不明       |
| 1st        | 2004年3月20日 | 明日吹く風           | CD   | DF-0001    |
| 2nd        | 2006年9月21日 | 元気だしていこうぜ!! | CD   | VUCA-60001 |

### アルバム
|     | リリース      | タイトル       | 規格 | 規格品番   |
| --- | ------------- | -------------- | ---- | ---------- |
| 1st | 2006年3月18日 | 負けるなっ!    | CD   | JEN007     |
| 2nd | 2007年3月16日 | バルーザルーザ | CD   | VUCA-60002 |
| 3rd | 2009年2月4日  | もっと笑顔で   | CD   | VICL-63222 |
| 4th | 2010年        | SUPER BAND     | CD   | DF-0008    |

### ライブDVD
|     | リリース  | タイトル                      | 規格 | 規格品番     |
| --- | --------- | ----------------------------- | ---- | ------------ |
| 1st | 2010年6月 | スーパーバンドより愛を込めて♪ | DVD  | 数量限定発売 |

## CMソング等
- 思いッキリ!

『キッパリ!』　ドラマ主題歌
- 今夜の月

家庭教師プラスE CMソング
- 赤い橋

四国アイランドリーグplus・高知ファイティングドッグス応援ソング
- もっと☆きっと☆ずっと

Vリーグテーマソング （視聴サイトはこちら）
- ん負けるなっっっ!!

キリンビール高知支社キャンペーンソング
- 笑顔のゆくえ

骨髄移植推進財団公認 骨髄バンク支援ソング／藤川球児投手2007年テーマソング（藤川も二人と同じ高知県出身）
- 元気だしていこうぜ!!

阪神タイガース 安藤優也投手 テーマソング（歌詞に安藤選手の背番号「16」が出てくる）
- 手をつなごう

四国電力 CMイメージソング
- 月と風と星と雲と

聖カタリナ大学 2006イメージソング
- 明日への宝

室戸ジオパーク テーマソング
- テトテトテ

室戸ジオパーク テーマソング
- 土佐・龍馬であい博（通称:龍馬博）応援ソング
- 坂本龍馬 幕末歴史検定 公式ソング

そのほか、NHK高知放送局の記念ソングや、中心商店街のテーマソングなども歌っている。